# Ding-dong
Ding-dong, är en sång skriven av Lars Berghagen, vilken var hans tävlingsbidrag till den svenska Melodifestivalen 1973, där låten slutade på sjunde plats.
Berghagen, Lars Samuelsons kör och orkester utgav den 1973 på singeln Polydor 2953.120. Producent var Kit Sundqvist.
Sångtexten är näst intill självbiografisk och handlar om en man som är två meter lång (Lasse Berghagen var närmre två meter lång) som gärna sjunger när han är glad. Låtens intro som är en ren nonsenstext var en idé från Berghagens revykollega Rolf Bengtsson.
Ding-dong låg på Svensktoppen i 17 veckor 1973,  som högst på en förstaplats.
Ding-dong spelades flitigt under Cortègen 2009 då den var årets bygglåt.